# Целищев, Сергей Петрович
Сергей Петрович Целищев (31 марта 1908 год, Елабуга, Вятская губерния — 4 августа 1991 год) — российский учёный, специалист по сельскохозяйственной радиологии.

## Биография
Родился 18 (31 марта) 1908 года в Елабуге (ныне Татарстан) в семье служащего.
С 1921 года работал учеником слесаря, телефонистом, монтёром.
Окончил школу (1923), политехникум, отделение физики Томского университета (1930—1936). С 1936 года преподавал физику в вузах Новосибирска.
В декабре 1941 года защитил диссертацию на соискание ученой степени кандидата физико-математических наук (тема — «Отражение радиоволн от ионосферы», научный руководитель — проф. В. Н. Кессених).
Во время войны работал инженером на заводе, производившем радиолампы для военной аппаратуры (Новосибирск).
В 1945—1946 докторант ИФПАН.
С 1946 доцент кафедры физики МСХА, одновременно с 1947 старший научный сотрудник, с 1954 зам. заведующего, с 1956 заведующий биофизической лабораторией (БФЛ) МСХА.
В 1952 г. коллективом в составе С.П. Целищева (автор идеи и руководитель), А.О. Фурмана, В.Г. Педяша и В.В. Саевича был разработан торцевой самогасящийся счётчик Гейгера β-частиц Т-25-БФЛ, что обусловило настоящий прорыв в детектировании мягкого β-излучения. Выбор в качестве рабочего газа гелия вместо обычно использовавшегося для этой цели аргона позволил создать в счётчике давление, близкое к атмосферному, и, как следствие, снабдить его очень тонким слюдяным окном, пропускавшим мягкое β- и даже частично α-излучение. Счётчики Т-25-БФЛ стали выпускаться малыми партиями в экспериментально-механической мастерской ТСХА.
С 1960 доцент кафедры прикладной атомной физики и радиохимии.
С 1964 года начальник Отдела сельскохозяйственной радиобиологии (в составе Всесоюзного НИИ фитопатологии).
В 1971—1981 зав. Лабораторией радиобиологии растений и агроценозов ВНИИ сельскохозяйственной радиологии и агроэкологии АН СССР.

## Награды
- Сталинская премия второй степени (1952) — за научные исследования процесса питания растений с помощью меченых атомов
- Государственная премия СССР (1980).